# Шумер

Давнє Межиріччя

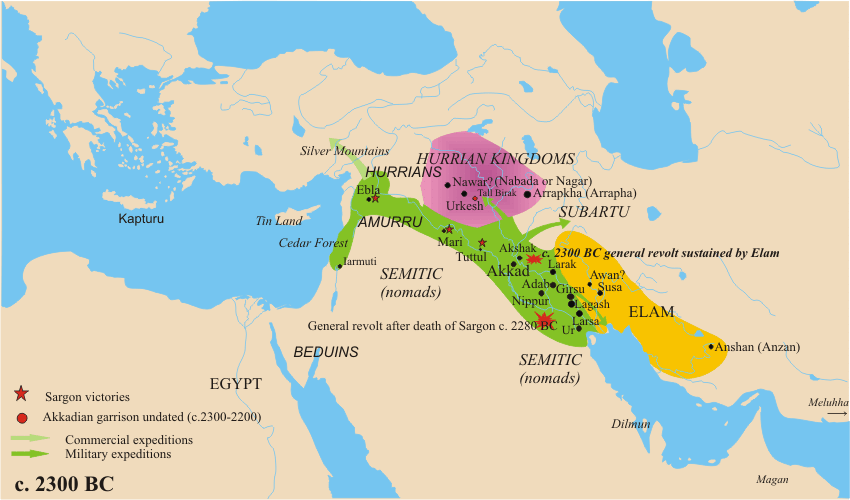
Давнє Межиріччя в 2300 до н. е.

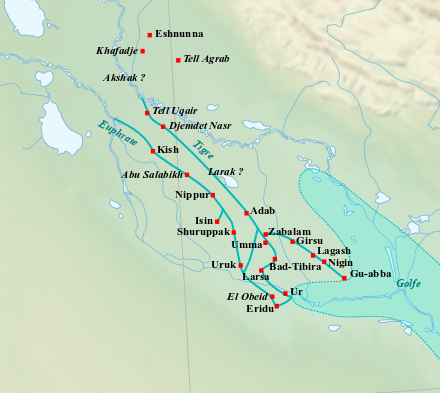
Нижнє Межиріччя

32°00′ пн. ш. 45°30′ сх. д. / 32° пн. ш. 45.5° сх. д.
Шуме́р — цивілізація, що існувала у IV  — ІІ тисячоліттях до н.е., в мідну та бронзову добу, на південному сході Межиріччя і є однією з найдавніших культур у світі поряд із цивілізаціями Єгипту та Індської долини. Шумерці, проживаючи на берегах Тигру й Євфрату, опанували землеробство, що дозволило їм осісти. В Шумері зародилася писемність, спочатку, десь близько 5 тисяч років тому, протописьмо, а згодом клинопис. Ранні тексти, що датуються приблизно 3000 роком до н. е., археологи знайшли в містах Урук та Джемдет-Наср.
Відомості про Шумер надходять із археологічних розкопок, а також великої кількості глиняних табличок, написаних шумерською та аккадською мовами. Споріднені до шумерської мови невідомі, тому вона вважається мовним ізолятом. Аккадська мова належить до семітських, це мова племен, що жили на півночі Дворіччя. У пізні періоди історії Шумеру ці дві мови утворили мовний союз, причому шумерська мова залишалася сакральною довго після того, як втратила носіїв.
На початку відомої історії в Шумері виникли міста-держави, що вели між собою боротьбу за гегемонію. Пізніше, після останньої власне шумерської династії, Шумер був складовою частиною великих месопотамських імперій з центрами на півночі Межиріччя.

## Хронологія
Додинастичний період. У другій половині IV тисячоліття на території Месопотамії з'явився народ, що мав самоназву «чорноголові», у той час як сусідні держави використовували назву «шумери».
Перший ранньодинастичний період (XXVIII-XXVII століття до н. е.) — на початку періоду головним шумерським гегемоном стає місто Кіш, під кінець воно слабшає і поступово посилюється Урук.
Другий ранньодинастичний період (XXVII—XXVI століття до н. е.) — правитель Урука Гільгамеш звільняє своє місто з-під влади Кіша і гегемонія переходить до Урука. Гільгамеш та його наступники контролюють велику територію — від їхнього імені споруджуються храми в Лагаші, Ніппурі та інших шумерських містах.
Третій ранньодинастичний період (XXV—XXIV століття до н. е.) — Урук втрачає гегемонію, яка переходить до Упі-Акшака на півночі та Ура на півдні Шумеру. Пізніше гегемонія переходить до Лагаша, де правила династія, заснована Ур-Нанше. Найбільшої могутності Лагаш досяг за онука Ур-Нанше Еаннетума, якому був підвладний майже весь Шумер. Пізніше Лагаш занепадає, а внутрішні суперечності в ньому врешті призводять до реформ Урукагіни. Наприкінці цього періоду правителю Умми Лугальзегесі вдалося об'єднати майже весь Шумер під своєю владою, але його розбив Шаррум-кен.

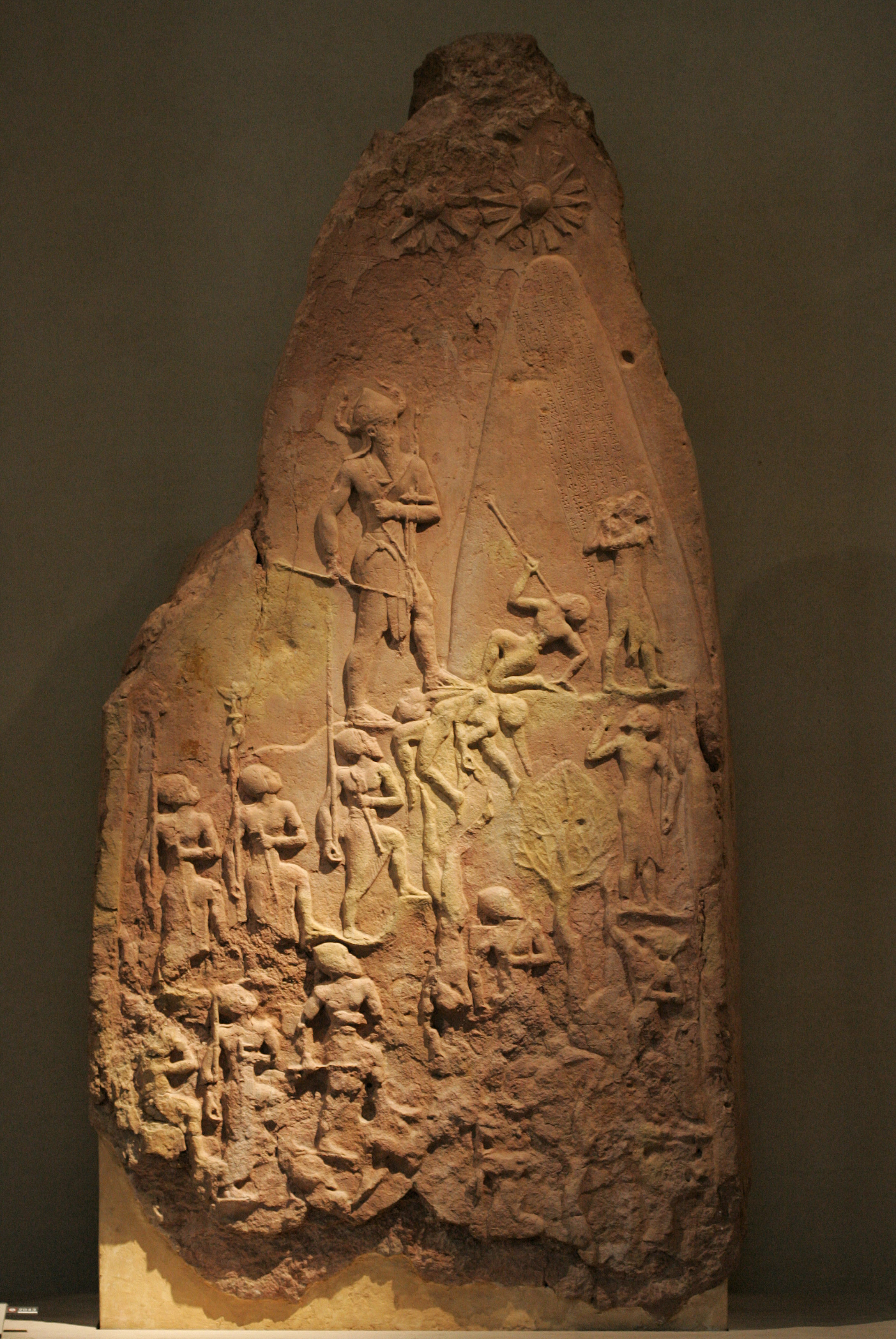
Стела Аккадського царя Нарамсіна

Аккададське поневолення (2400—2200 до н. е.) — близько 2400 року до н.е. Шумер зазнає нападу семітського узурпатора Шаррумкена (колишнього придворного сановника кішського царя Урзабабу), відомішого під іменем Саргон Аккадський (справжній цар), як найбільший завойовник і деспот свого часу. Після чого Саргон завоював усі землі між Перською затокою і Середземним морем. Чим створив першу світову державу зі столицею в Аккаді (побудованою ним пізніше).
Шумер входить до держави саргонідів. Хоч фактично Шумер є корінною землею держави, але він важко сприймав владу завойовників-семітів і не раз підіймав повстання, особливо великі відбулися за Рімуша.
Менш як за два століття ця велика держава дійшла до цілковитого занепаду, прикладом якого може служити явно корупційне отримання незалежності містом Урук. Близько 2200 року до н. е. гірські іранські племена кутіїв знищили столицю Аккад, зрівнявши її з землею. І так старанно, що слідів цього міста не знайшли і по-сьогодні. Зрештою, це можливо пояснюється тим, що Аккад був лише місцем палацу саргонідів, де мешкав лише цар з його найближчими сановниками і прислугою, тому там не було що дуже довго руйнувати. Навіть для управлінців нижчих рівнів й армії було побудовано інше «місто», в іншому місці. Саргоніди носили ще й титул «бога», тому були приреченими жити окремо від «світу смертних».
Кутійське владарювання (2200—2140 до н. е.) — після розгрому аккадської держави кутіями Шумер знову розпадається на фактично незалежні номи, які платять данину завойовникам. У цей час відбувається підйом Лагашу, правителі якого виступають посередниками між країною та її завойовниками і, відкупившись від гутіїв даниною, організовують внутрішнє життя країни. Відбувається ренесанс шумерських традицій після панування семітів-саргонідів. Особливе піднесення відбулося за часів правління шумерського царя Лагашу Гудеа. Це пояснювалося тим, що войовничі кутії забезпечили мирне життя і зовсім не втручалися у внутрішні справи шумерів.
Третя династія Уру (2120—2000 до н. е.) — після поразки кутіїв у війні з Уруком і занепаду царської династії Лагашу у 2132 році до н. е. гегемонія над Дворіччям переходить до Уру. В цей час урукський правитель Утухегаль проголосив себе, за прикладом акадських правителів, «царем чотирьох сторін світу» і почав відповідно до цього і поводитися, розгромивши кутіїв на їх батьківщині. Але невдовзі, близько 2110 року до н. е., Утухегаля скинув його васал Ур-Наму з Уру, котрий і заснував третю династію Уру, котру вважають останньою шумерською правлячою династією.
Правління цієї династії вирізнялося суворою централізацією й глибоким поєднанням царської і жрецької влади. Навіть вперше серед власне шумерів дійшло до обожествлювання царя, через що очевидно і провадилися активні перебудови храмів (зикуратів). Значно, в обміні і бурхливому розвитку торгівлі, зросло значення грошей, котрі карбувалися у вигляді срібних призмочок різної ваги. Була підкорена навіть Ассирія. Але за усі ці досягнення доводилося дорого платити кров'ю шумерського народу. На місця загиблих шумерів приходили чужинці (в основному аккадці), котрі мали і свої племінні інтереси. Придушення повстань на окупованих територіях виснажили народ і близько 2030—2000 років до н. е. шумери були раптово і майже повністю вирізаними амореями й еламітами. В одному з останніх шумерських текстів було написано; «народ чорноголових (шумерів) було перебито в його оселях».
Царство Ісіна (XX століття до нашої ери) — на уламках держави третьої династії Уру виникає царство Ісіна — останнє державне утворення, що може вважатися продовженням традиції шумерської державності.

## Міста Шумеру
В Шумері існували міста-держави, кожне з яких мало храм особливого бога-покровителя. Найбільші з них: Еріду, Кіш, Лагаш, Урук, Ур і Ніппур. Із розвитком вони боролися за панування в регіоні, майже безперервно протягом тисячоліття воюючи між собою. Військові вожді окремих міст-держав почергово добивалися гегемонії над сусідніми містами. Найдавніші з відомих — правителі I-ї династії Кіша, І-ї династії Урука (28-27 ст. до н. е.), потім Ура, Лагаша тощо.
У містах йшла боротьба за владу між жрецями та світською знаттю. Найвідомішим проявом цієї боротьби були реформи Урукагіни (Уруінімгіни) в Лагаші (24 ст. до н.е.).
Останнім правителем ранньодинастичного типу був Лугальзагесі — правитель Умма (місто), а пізніше також Урука.
Узурпатор міста Кішу Шаррумкен завоював Шумер близько 2400 року до н. е. І розширивши пізніше свої володіння, він взяв собі ім'я Саргон Аккадський і титули «царя Шумеру і Акаду» та «володаря чотирьох сторін світу». Слово «Акад», очевидно, було вжито в титулі вже після побудови ним однойменної своєї столиці. Ставши метрополією світової держави, Шумер перестав бути традиційним суспільством, і два століття правління саргонідів так змінили ментальність і етнічний склад мешканців Шумеру, що спроба повернутися до традиційного способу життя в часи правління шумерського царя Гудеа (після знищення племенами гутіїв Аккаду) виявилася короткочасною і невдалою (але відзначеною розвитком сакрального мистецтва). Суспільство знову було (вже без зовнішніх завойовників) повернуто на цивілізаційний шлях Саргона, до відновлення світової держави, царства «чотирьох сторін світу». Що таки призвело шумерів до раптового і трагічного кінця в час найвищого політичного й економічного розвитку…
- Марі — 34°27′ пн. ш. 40°55′ сх. д. / 34.450° пн. ш. 40.917° сх. д.
- Аккад — 33°06′ пн. ш. 44°06′ сх. д. / 33.100° пн. ш. 44.100° сх. д.
- Сіппар (Abu Habba) — 33°03′ пн. ш. 44°18′ сх. д. / 33.050° пн. ш. 44.300° сх. д.
- Кіш (Tell Uheimir & Ingharra) — 32°33′ пн. ш. 44°39′ сх. д. / 32.550° пн. ш. 44.650° сх. д.
- Борсіппа (Birs Nimrud) — 32°23′30″ пн. ш. 44°20′30″ сх. д. / 32.39167° пн. ш. 44.34167° сх. д.
- Ніппур (Nuffar) — 32°10′ пн. ш. 45°11′ сх. д. / 32.167° пн. ш. 45.183° сх. д.

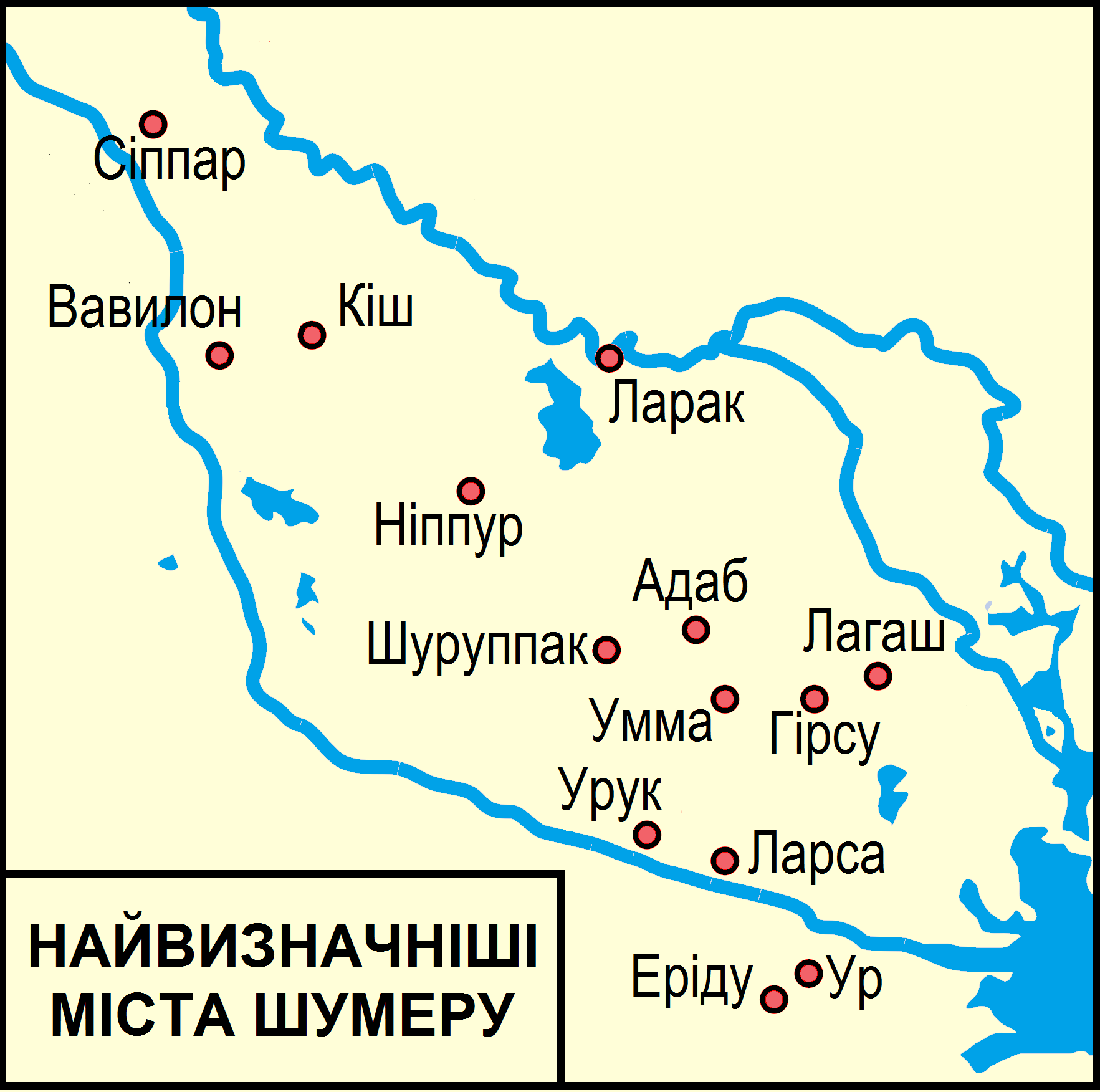

- Ісін (Ishan al-Bahriyat) — 31°56′ пн. ш. 45°17′ сх. д. / 31.933° пн. ш. 45.283° сх. д.
- Адаб (Tell Bismaya) — 31°57′ пн. ш. 45°58′ сх. д. / 31.950° пн. ш. 45.967° сх. д.
- Шуруппак (Fara) — 31°46′ пн. ш. 45°30′ сх. д. / 31.767° пн. ш. 45.500° сх. д.
- Умма (Tell Jokha) — 31°38′ пн. ш. 45°52′ сх. д. / 31.633° пн. ш. 45.867° сх. д.
- Гірсу (Tello) — 31°37′ пн. ш. 46°09′ сх. д. / 31.617° пн. ш. 46.150° сх. д.
- Лагаш (Al-Hiba) — 31°26′ пн. ш. 46°32′ сх. д. / 31.433° пн. ш. 46.533° сх. д.
- Бад-Тібіра (Al Medina) — 31°46′ пн. ш. 46°00′ сх. д. / 31.767° пн. ш. 46.000° сх. д.
- Урук (Warka) — 31°18′ пн. ш. 45°40′ сх. д. / 31.300° пн. ш. 45.667° сх. д.
- Ларса (Tell as-Senkereh) — 31°14′ пн. ш. 45°51′ сх. д. / 31.233° пн. ш. 45.850° сх. д.
- Ур (al Muqayyar) — 30°57′45″ пн. ш. 46°06′11″ сх. д. / 30.96250° пн. ш. 46.10306° сх. д.
- Ереду (Abu Shahrain) — 30°48′57.02″ пн. ш. 45°59′45.85″ сх. д. / 30.8158389° пн. ш. 45.9960694° сх. д.
- Куту (Tell Ibrahim) — 32°44′ пн. ш. 44°40′ сх. д. / 32.733° пн. ш. 44.667° сх. д.
- Дільбат (Tell ed-Duleim) — 32°09′ пн. ш. 44°30′ сх. д. / 32.150° пн. ш. 44.500° сх. д.
- Марад ((Wanna es-) Sadun) — 32°04′ пн. ш. 44°47′ сх. д. / 32.067° пн. ш. 44.783° сх. д.
- Кісура (Abu Hatab) — 31°50′ пн. ш. 45°26′ сх. д. / 31.833° пн. ш. 45.433° сх. д.
- Забалам (Tell Ibzeikh) — 31°44′ пн. ш. 45°52′ сх. д. / 31.733° пн. ш. 45.867° сх. д.
- Кісура (Tell el-Lahm) — 30°50′ пн. ш. 46°20′ сх. д. / 30.833° пн. ш. 46.333° сх. д.
- Аванна
- Хамазі
- Ешнунна
- Акшак
- Зімбір

## Населення

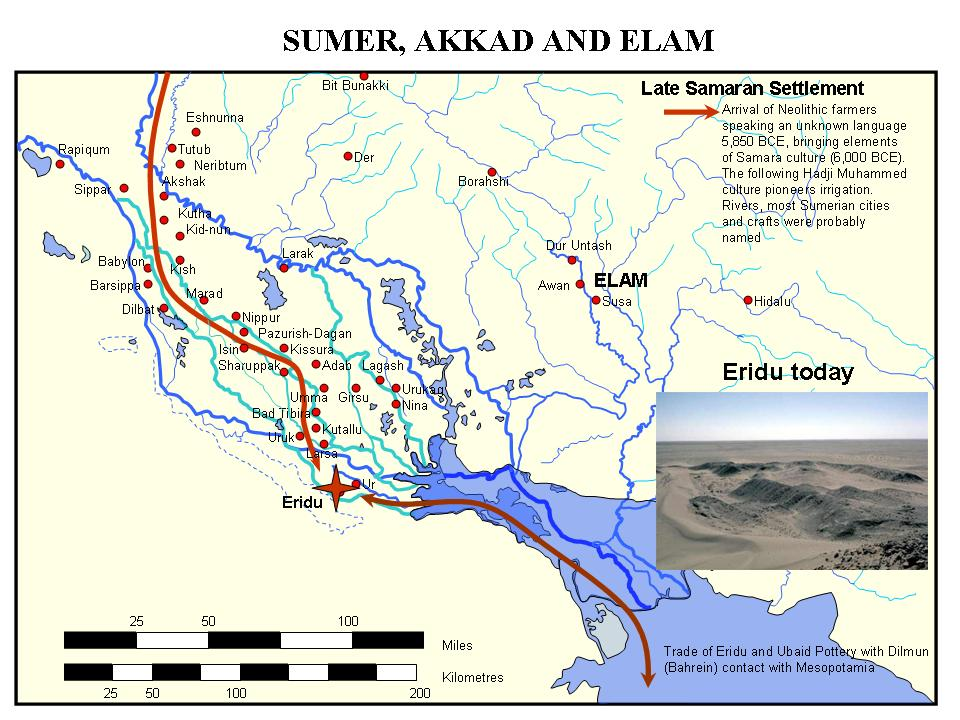
Перші землероби Самарри, що міргували в Шумар, збудували храми й поселення в Еріду.

Урук, одне з найбільших міст Шумеру, за оцінками мав у часи найбільшого розквіту населення 50–80 тисяч осіб; в Шумері були й інші міста, а також було чимало мешканців сільських поселень. За приблизними оцінками населення Шумеру могло бути в межах від 0,8 до 1,5 млн людей. Населення світу в ті часи за оцінками складало приблизно 27 млн.
Шумерська мова була ізолятом, але деякі лінгвісти стверджують, що зуміли виявити під шумерською мову-субстрат невідомої класифікації, оскільки назви великих шумерських міст не шумерські, що, начебто, свідчить про мову людей, які жили на півдні Дворіччя раніше. Однак, археологічні дані свідчать про неперервну культуру на півдні Месопотамії з часів поселень раннього Убейдського періоду (5300–4700 до н. е. за C-14). Шумерці, що осіли в цих краях, використовували родючий намул Тигру та Євфрату.
Дехто з археологів притримується гіпотези, що носії шумерської мови початково могли бути рільниками, що переселилися з півночі Дворіччя після того, як опанували там іригацію. Гончарні вироби убейдського періоду в південній Месопотамії пов'язують через перехідну культуру Чога-Мамі з культурою самаррського періоду на півночі, де вперше почали застосовувати примітивну іригацію на Тигрі в середині його течії та його притоках. Цей зв'язок найкраще видно в Телл-Авайлі поблизу Ларси, що його французькі археологи розкопали в 1980-х. За цією теорією землероби окупували південь Межиріччя тому, що вони розвинули соціальну структуру, центральну роль в якій відігравав храм, і ця організація суспільства дозволила мобілізувати працю з управління водними ресурсами, що дозволило їм не тільки вижити, а й процвітати в складних кліматичних умовах.
Інші археологи вважають, що шумерці були нащадками місцевих мисливців-рибалок, споріднених із культурами Аравійського півострова. Юріс Зарінс вірить, що шумерці могли жити в районі Перської затоки до того, як її затопило під кінець останнього льодовикового періоду.

## Культура

### Родинне і громадське життя

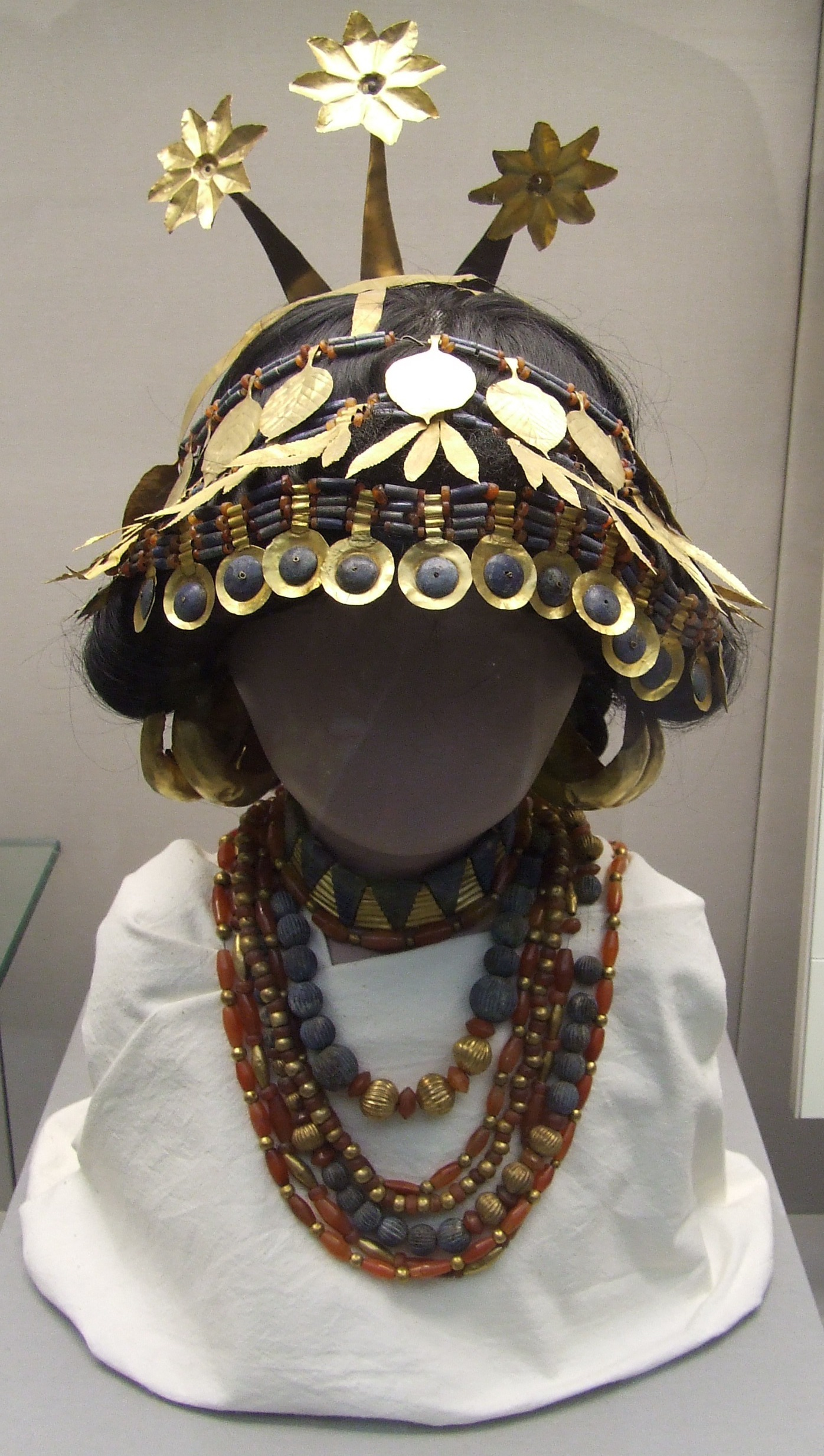
Реконструкція головного убору жінки з Царського кладовища Ура (Британський музей).

Примітивні піктограми раннього шумерського періоду свідчать, що
- "Гончарних виробів було багато, а форма ваз, мисок та таць була різноманітною; існували спеціальні глеки для меду, масла, олії та вина, яке, мабуть, виробляли з фініків. Деякі вази мали загострені днища й стояли на підставках з перехрещеними ніжками; інші, плоскодонні, встановлювалися на квадратних або прямокутних дерев'яних рамах. Глеки для оливи, й, можливо, інші запечатували глиною, як і в Єгипті. Кам'яні вази й таці імітували керамічні."
- "В Шумері носили головні убори з пір'ям. Ліжка, ослони та крісла стояли на вирізьблених ніжках, схожих на ноги бика. Існували місця для розведення вогню і вогняні вівтарі."
- "Були відомі ножі, сверла, клини та інструмент, що нагадував пилу. У війні використовувалися списи, луки, стріли й кинджали, але не мечі."
- "Для письма використовували глиняні таблички. В Шумері носили кинджали з металевими лезами й дерев'яним руків'ям, мідь розплескували до пластів, намисто та прикраси на шию виготовляли з золота."
- "Відлік часу вівся в місячних циклах."

Є достатньо свідчень шумерської музики. Грали на лірах та сопілках, Лірники з Ура — найкращий приклад.
В текстах, що описують реформи царя Лагашу Урукагіни (приблизно 2300 рік до н. е.), написано, що він заборонив традицію поліандрії в країні, звелівши, щоб жінок, які беруть собі багато чоловіків, закидали каменями з написами щодо її злочину.
Шумерська культура була стратифікована, провідну роль у ній відігравали чоловіки. Закони Ур-Намму, найстаріша збірка законів, відома на сьогодні, часів III династії Ура, дозволяють глянути на структуру суспільства в шумерському суспільстві пізнього періоду. Усі піддані лугаля ("великої людини" або царя), усі члени суспільства ділилися на дві страти: "лу" або вільні люди й раби (чоловіки, арад; жінки геме). Сина лу до одуження називали думу-ніта. Жінка (мумус) спочатку була дочкою (думу-мі), потім дружиною (дам), а якщо вона переживала чоловіка (чоловіків), то ставала вдовою (нумасу) й пізніше вона могла вдруге одружитися з чоловіком із того ж племені.
Шлюби зазвичай були за домовленістю між батьками нареченого та нареченої:78; заручини зазвичай затверджувалися шлюбними угодами, записаними на глиняних табличках:78. Шлюби ставали дійсними, як лише наречений віддавав віно батькові молодої:78. Шумерське прислів'я описує ідеальний, щасливий шлюб вустами чоловіка, який хвалиться, що дружина народила йому вісім синів й усе ще охоча до сексу.
Схоже, шумерці засуджували дошлюбний секс, але потайки таке бувало:78. Шумерці, як і аккадійці після них, не мали поняття цноти:91–93. Описуючи сексуальну недосвідченість жінки, замість називати її незайманою, шумерські тексти описують сексуальні дії, які вона ще не виконувала:92. Шумерці не знали чи вступала майбутня наречена в сексуальні зносини, чи ні, все визначалося винятково за її словами:91–92.
Судячи з ранніх текстів, шумерці ставилися до сексу спокійно і без упередження. Етика стосовно сексу визначалася не тим, чи статевий акт вважався неморальним, а тим, чи особа ставала після нього ритуально нечистою. Шумерці вірили в те, що мастурбація збільшує потенцію, як у чоловіків, так і в жінок, і часто займалися нею, як на одинці з собою, так і разом із сексуальними партнерами. Шумерці не вважали анальний секс табу. Жрицям Енту заборонялося народжувати дітей, і вони часто займалися анальним сексом як засобом запобігти запліднню.
Проституція існувала, але неясно чи теж саме стосувалося сакральної проституції:151.

### Землеробство і мисливство

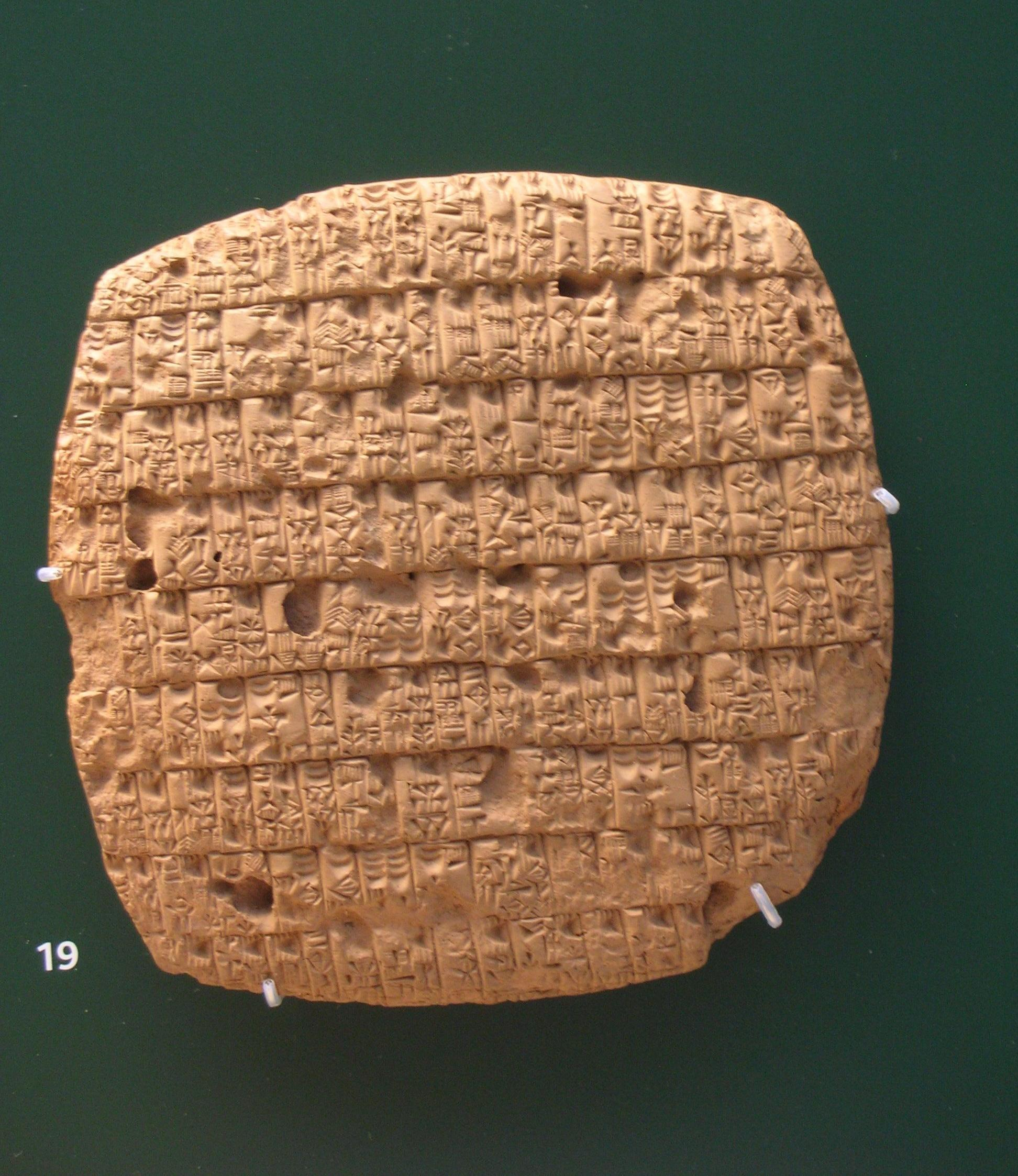
Звіт про ячмінні порції, що видавалися щомісячно дорослим й дітям, клинописний напис на глиняній табличці, написаний в 4 році правління царя Урукагіни (приблизно у 2350 році до н.е.). Гірсу, Ірак. Британський музей, Лондон

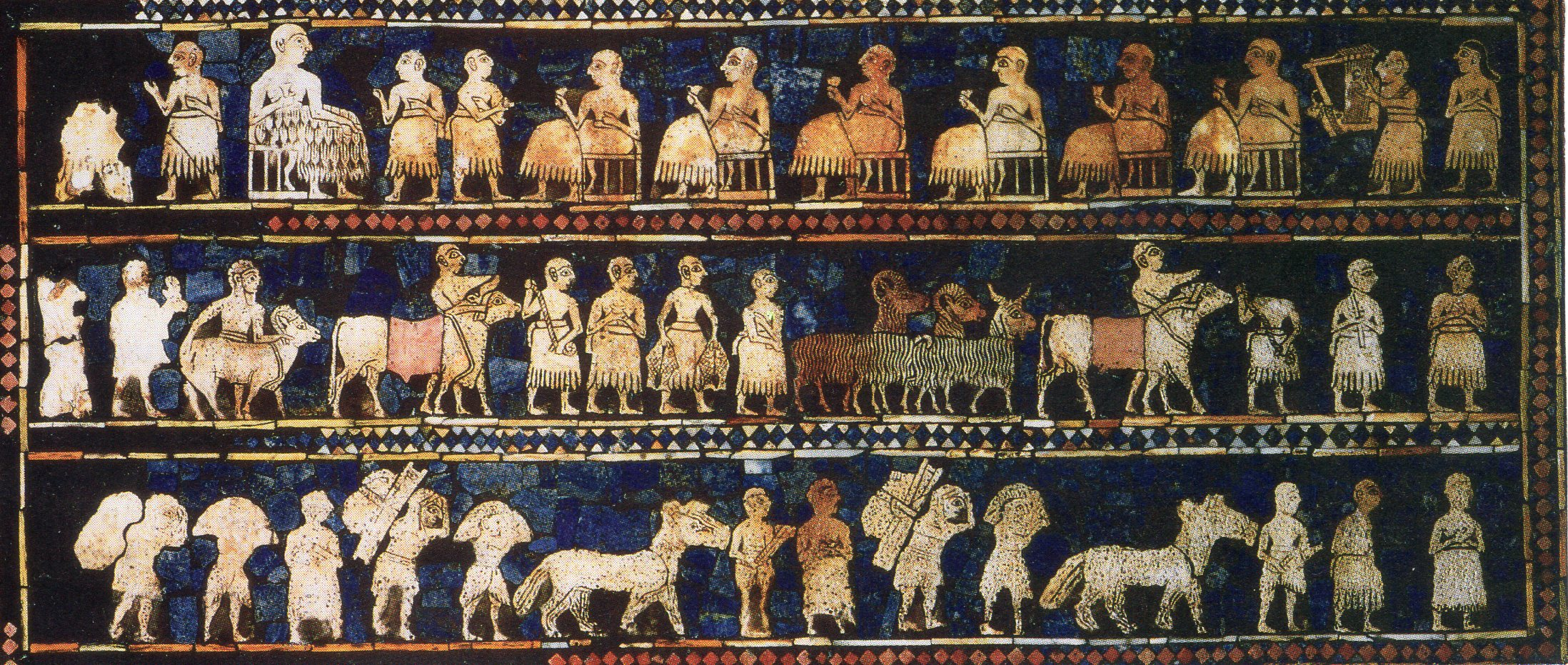
Панно з царської гробниці Ура, виготовлене з лазуриту й мушлі, на якому зображено мирне життя

Шумери перейшли до осілого землеробства приблизно ще в 5000–4500 до н. е. Використовувалися різні сільськогосподарські методи, включно з організованою іригацією, великомастштабною обробкою землі, монокультурне орне рільництво й поділ праці під бюрократичним контролем. Необхідність вести храмовий облік призвела до винаходу письма.
Примітивні піктограми раннього Урукського періоду свідчать про одомашнення овець, великої рогатої худоби та свиней. Воли використовувалися як основні робочі тварини, тоді як віслюки й коні служили для транспорту. З шерсті тварин виготовляли вовняний одяг та килими. Поряд із будинком пікторгами зображують огорожений сад з деревами й іншими рослинами, у полях сіяли пшеницю й, мабуть, інші злаки, для зрошування вже використовували криничні журавлі. Рослини вирощували також у горщиках і вазонах.
Шумер — одне з перших суспільств, де пили пиво. Злаки були в достатку й служили основним складником солоду. Варили різні сорти пива з пшениці, ячменю та суміші. Броварство було в Шумері важливою справою. Про нього згадується в Епосі про Гільгамеша, коли народ Гільгамеша знайомить Енкіду зі своєю їжею та пивом: "Пий пиво, бо це звичай краю... Він випив сім кухів!, і став обширним і співав радісно!".
Іригація нагадувала єгипетську. Американський антрополог Роберт Маккормік Адамс стверджує, що винахід зрошування пов'язаний з урбанізацією, і що 89% населення жило в містах.
Вирощували ячмінь, нут, сочевицю, пшеницю, фініки, цибулю, часник, салат, зелену цибулю та гірчицю. Ловили рибу й полювали на птицю й газелей.
Господарство в Шумері сильно залежало від зрошування — для цього служили криниці з журавлями, канали, загати, резервуари. Часті повені на Тигрі, й дещо менше на Євфраті, означали, що канали потребували ремонту й постійного відбирання мулу, треба було відновлювати межові камені й загороди. Правління накладало на окремих осіб повинність працювати на каналах, хоча багаті могли відкупитися.

### Мова
Шумерська мова мала аглютинативну структуру. Вона не була схожа на мову жодної з держав, що існували на території Межиріччя; аналогів серед сучасних відомих мов також немає.

### Писемність
Шумер — цивілізація, що першою винайшла писемність, а точніше, систему клинопису. Шумери користувалися піктограмами, яких на початку розвитку цивілізації було близько тисячі. Пізніше кількість піктографічних знаків скоротилася до 600.

## Галерея

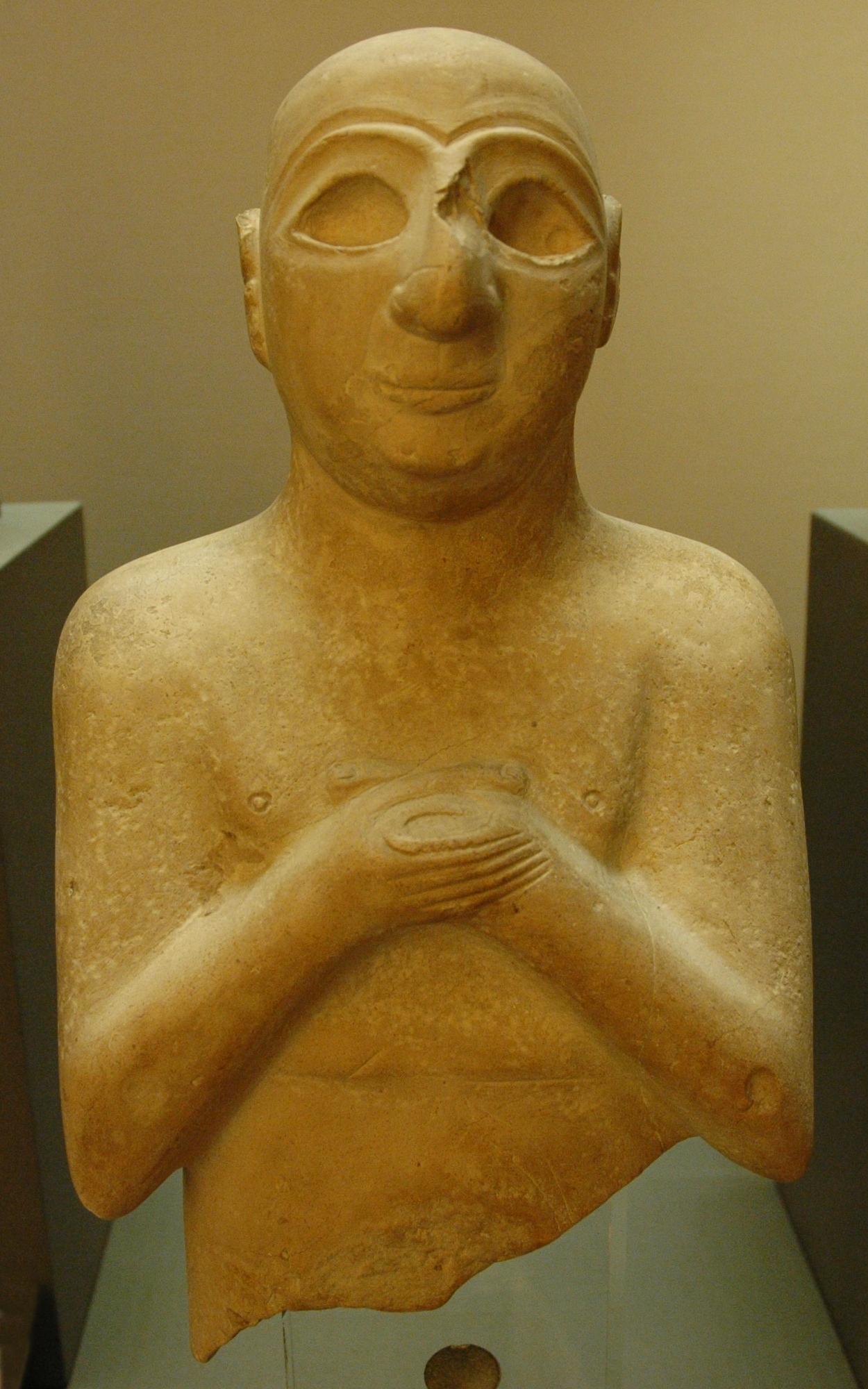
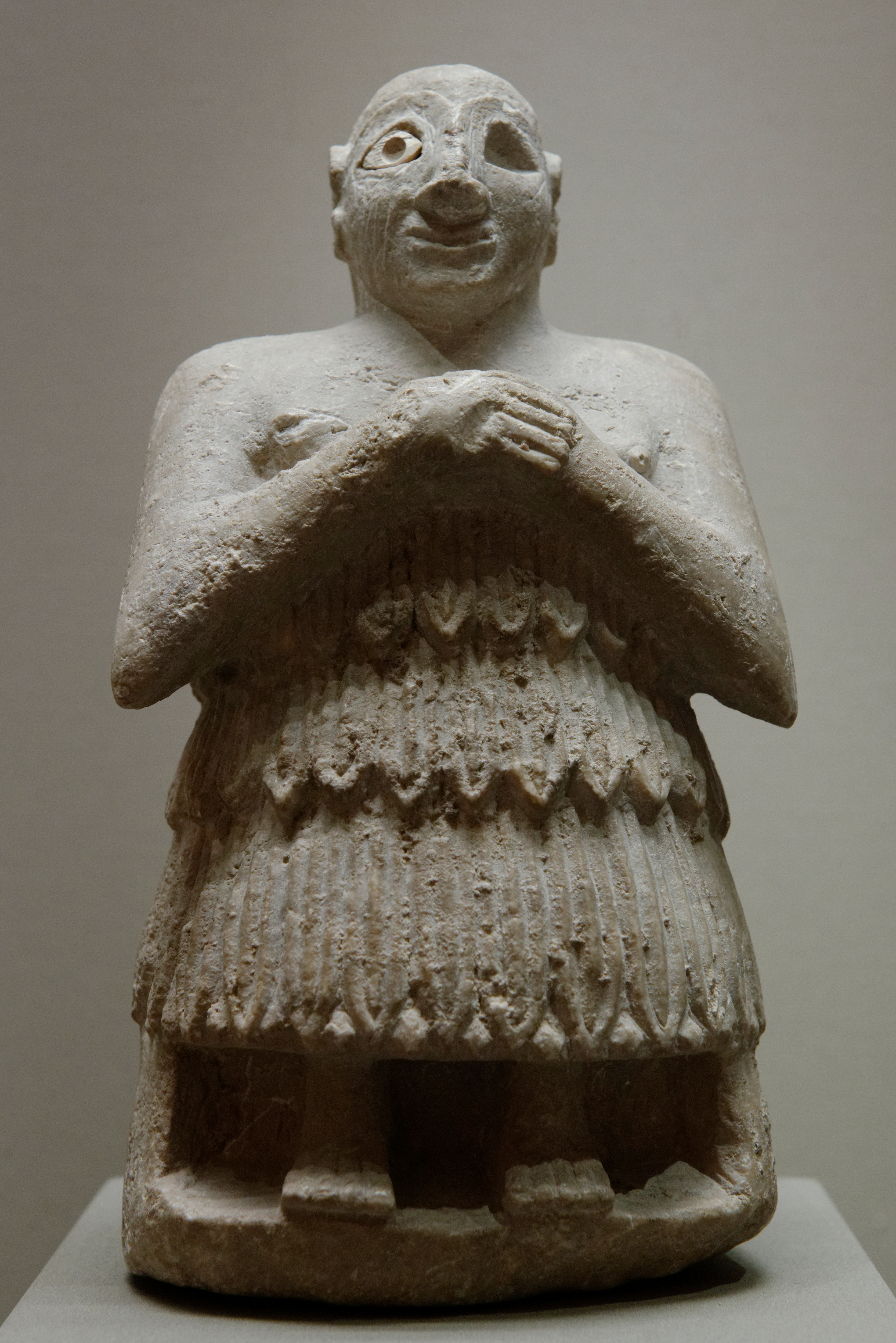
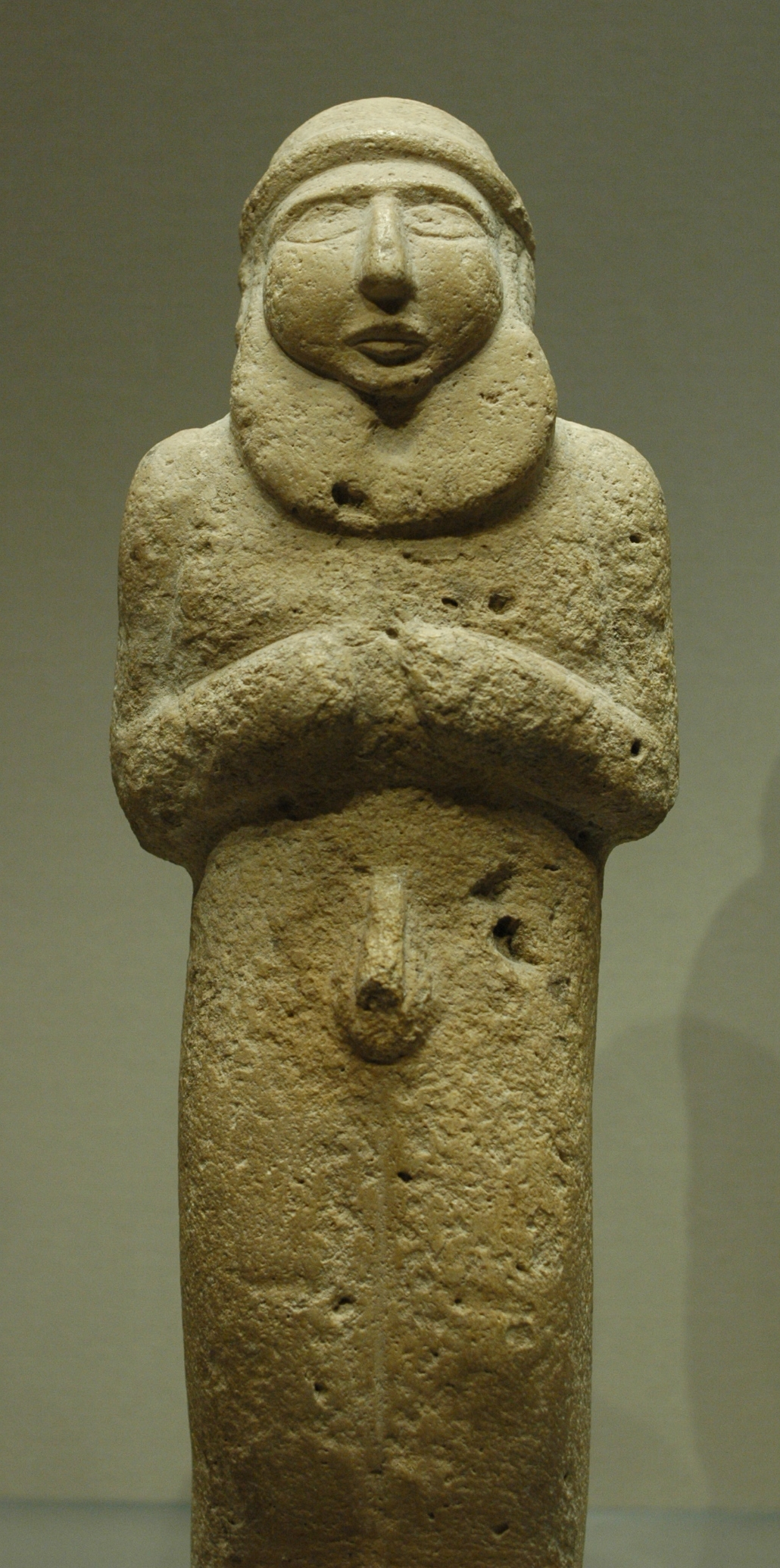
Бородатий чоловік
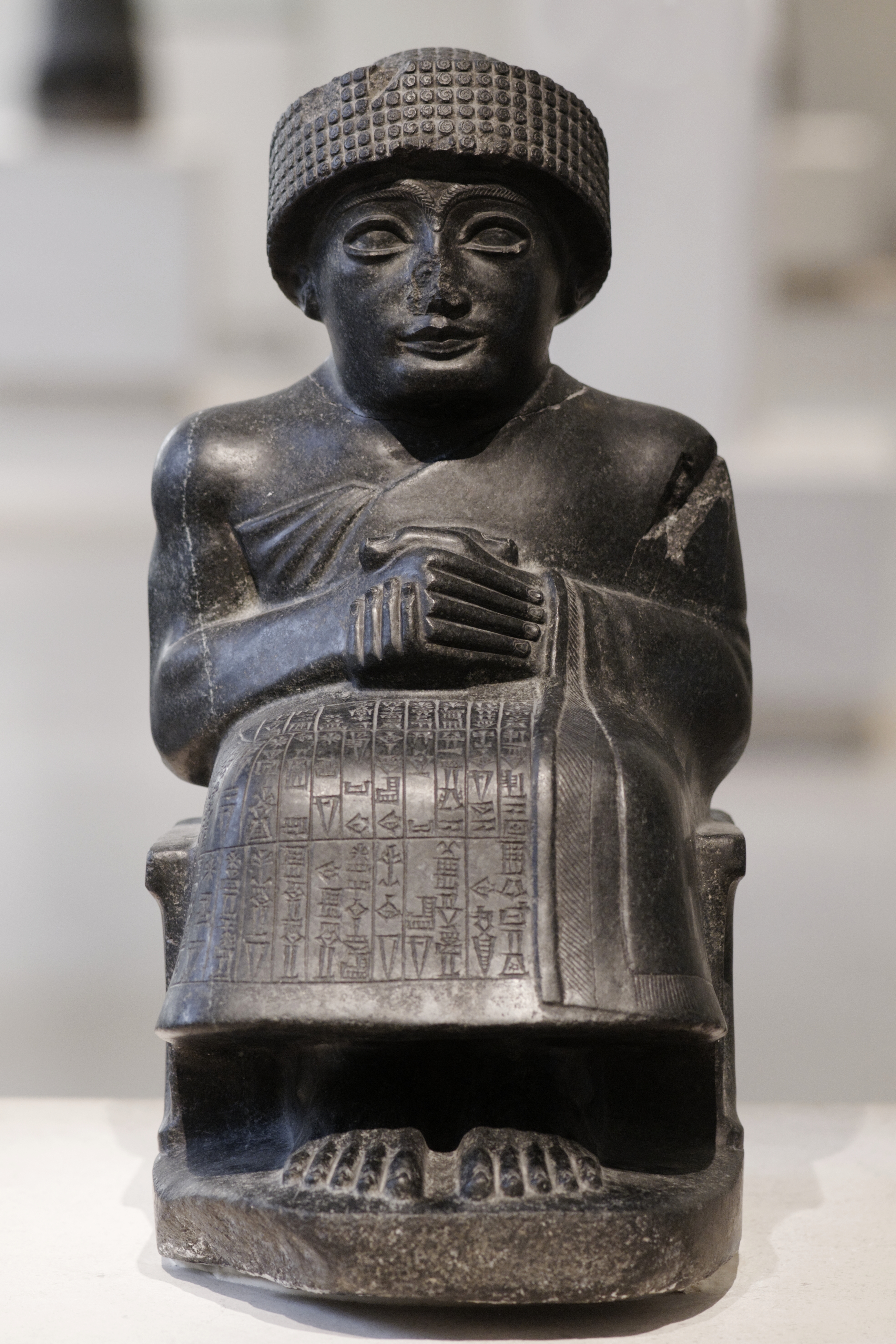
Лагашський цар Гудеа, ХХІІ ст. до н.е, Лувр, Париж (найменша з десяти його скульптур)
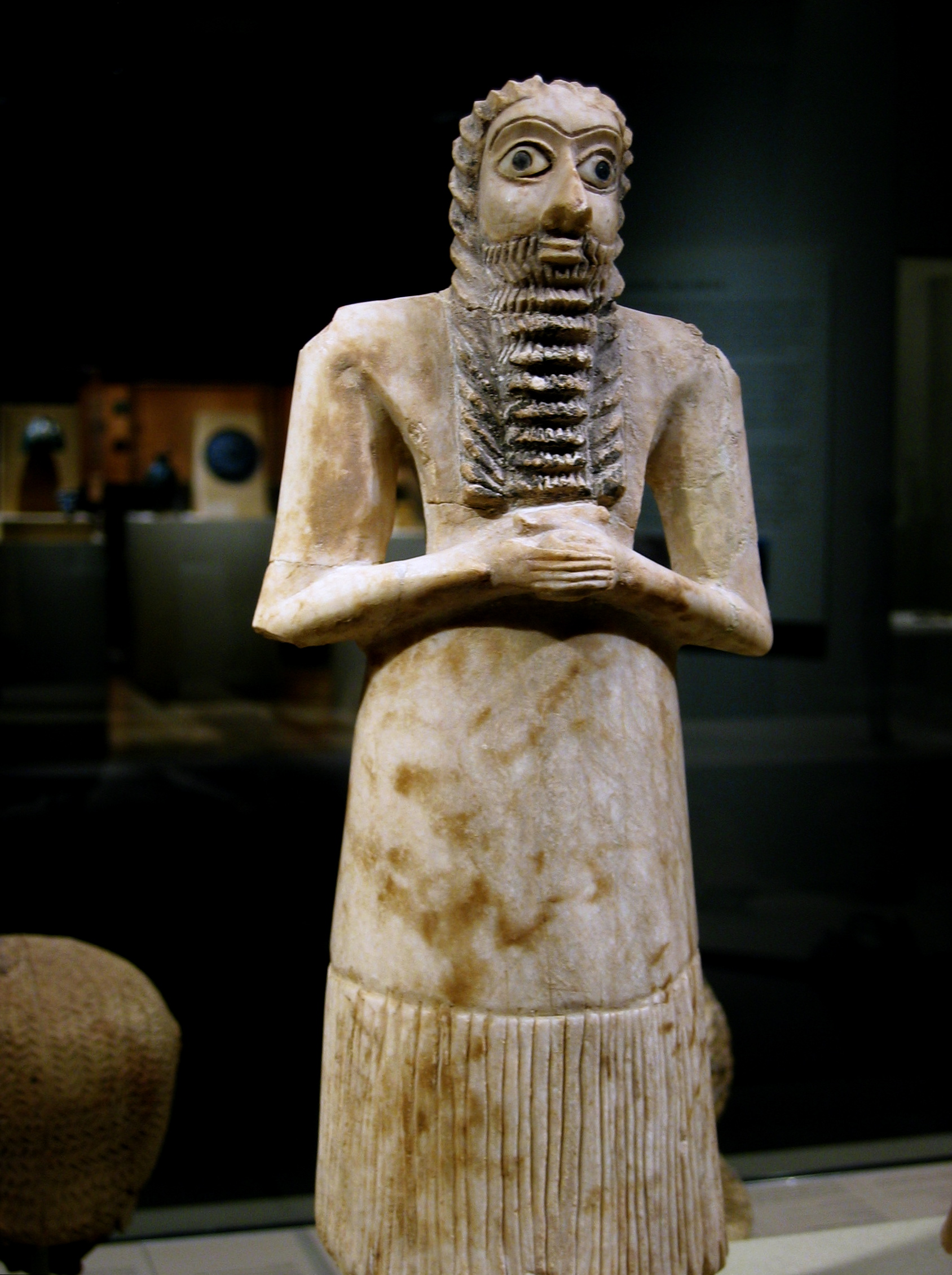
Шумер з Ешнунни на молитві, скульптура з храму Тель-Ахмар 2750-2600 рр. до н.е..
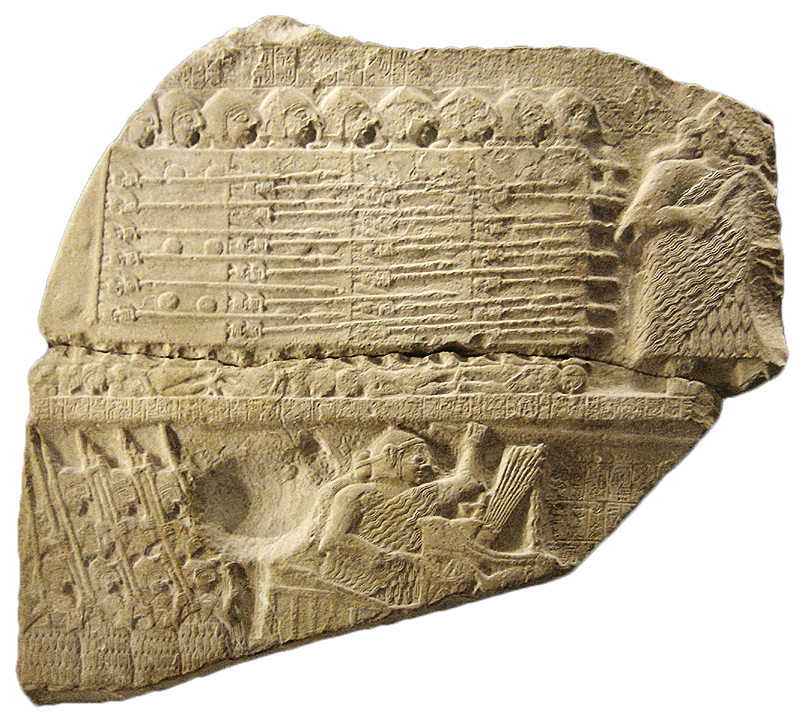
Лагашський правитель Еанаатум на чолі війська. Верхня частина так званої “Стели коршаків”, середина ХХІІІ ст до н.е. (Лувр, Париж)
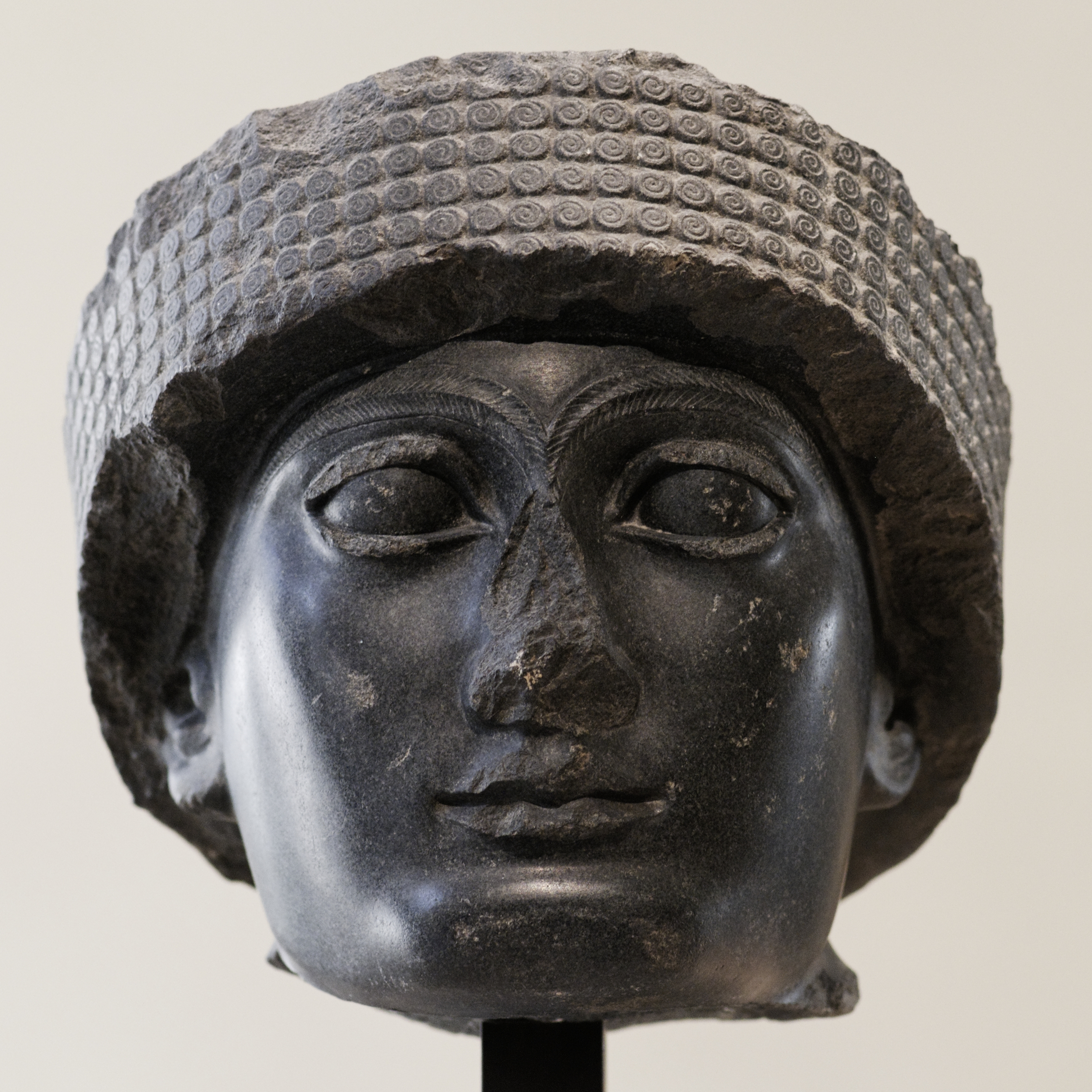
Лагашський цар Гудеа, ХХІІ ст. до н.е, Лувр, Париж
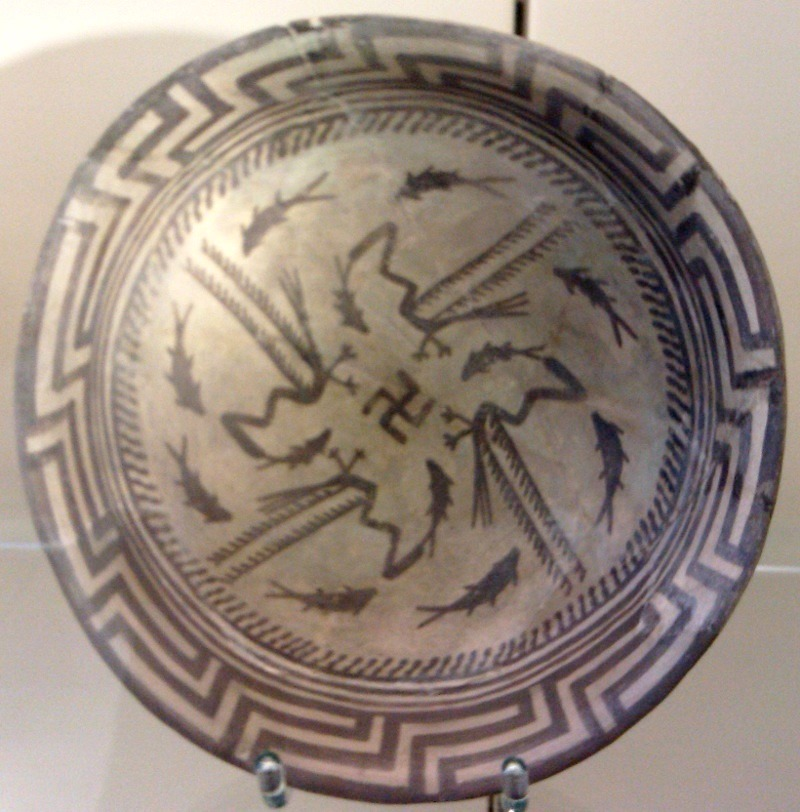
Дошумерська керамічна миска з зображенням свастики, Пергамський музей в Берліні.
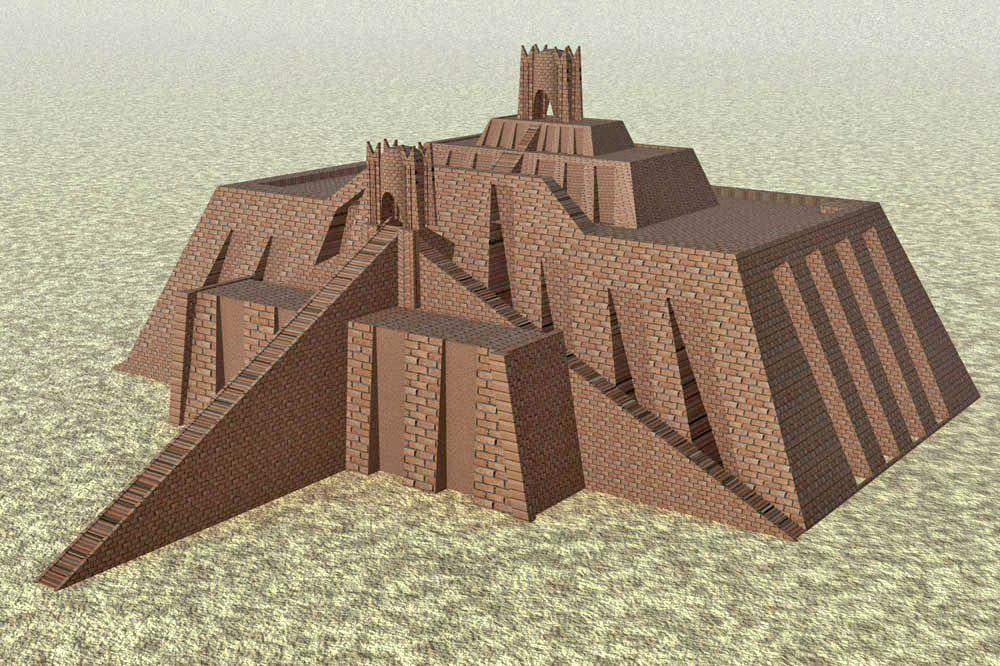
Зикурат в Урі, реконструкція за Л.Г. Вуллі
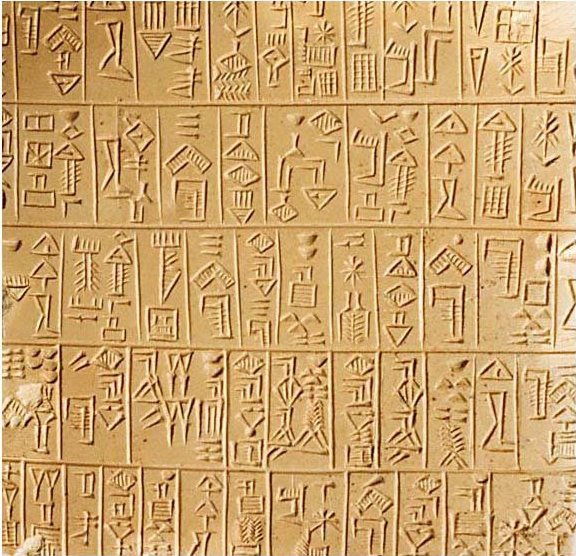
Шумерський клинопис
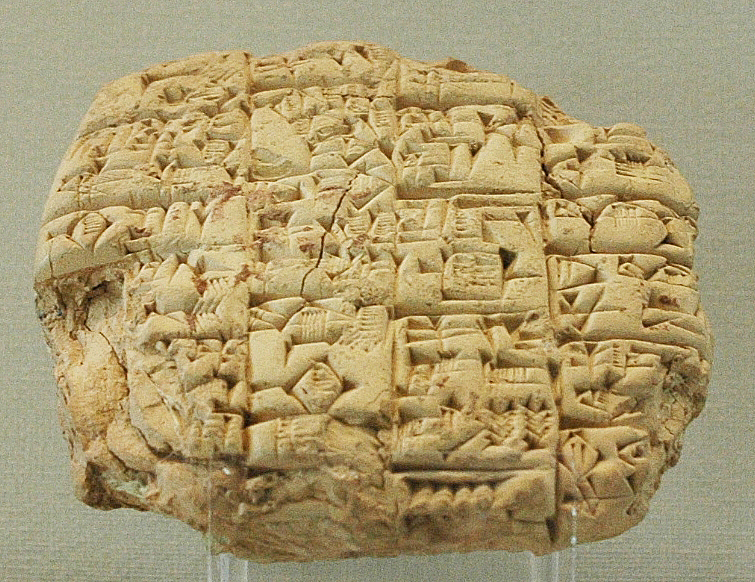
Лист жриці Луєнні (Lu’enna) від шумерського енсі Лагашу Урукадіна, близько 2499 до н. е., Лувр
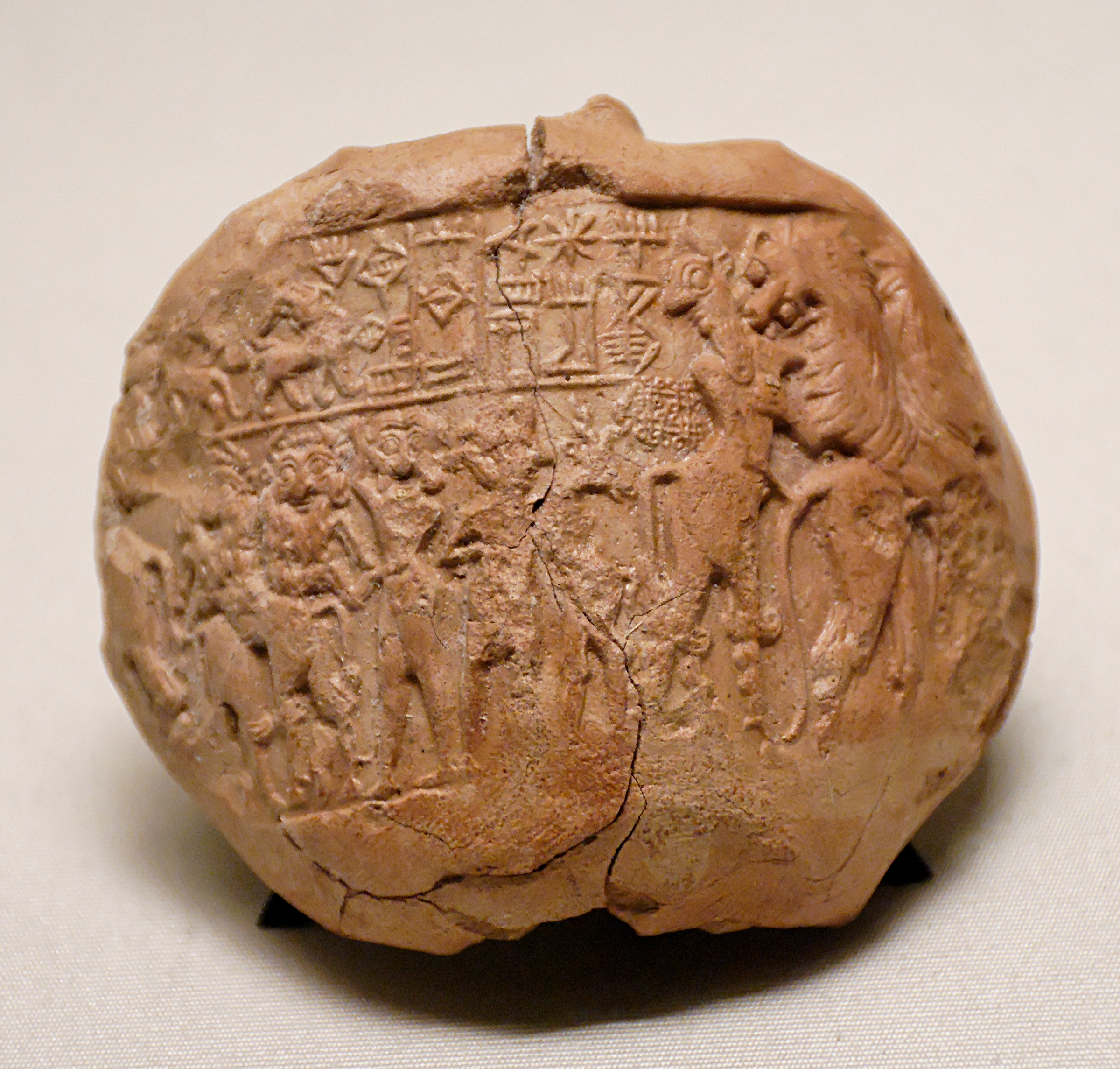
Печатка Лугалаіда, близько 2400 до н. е., Лувр
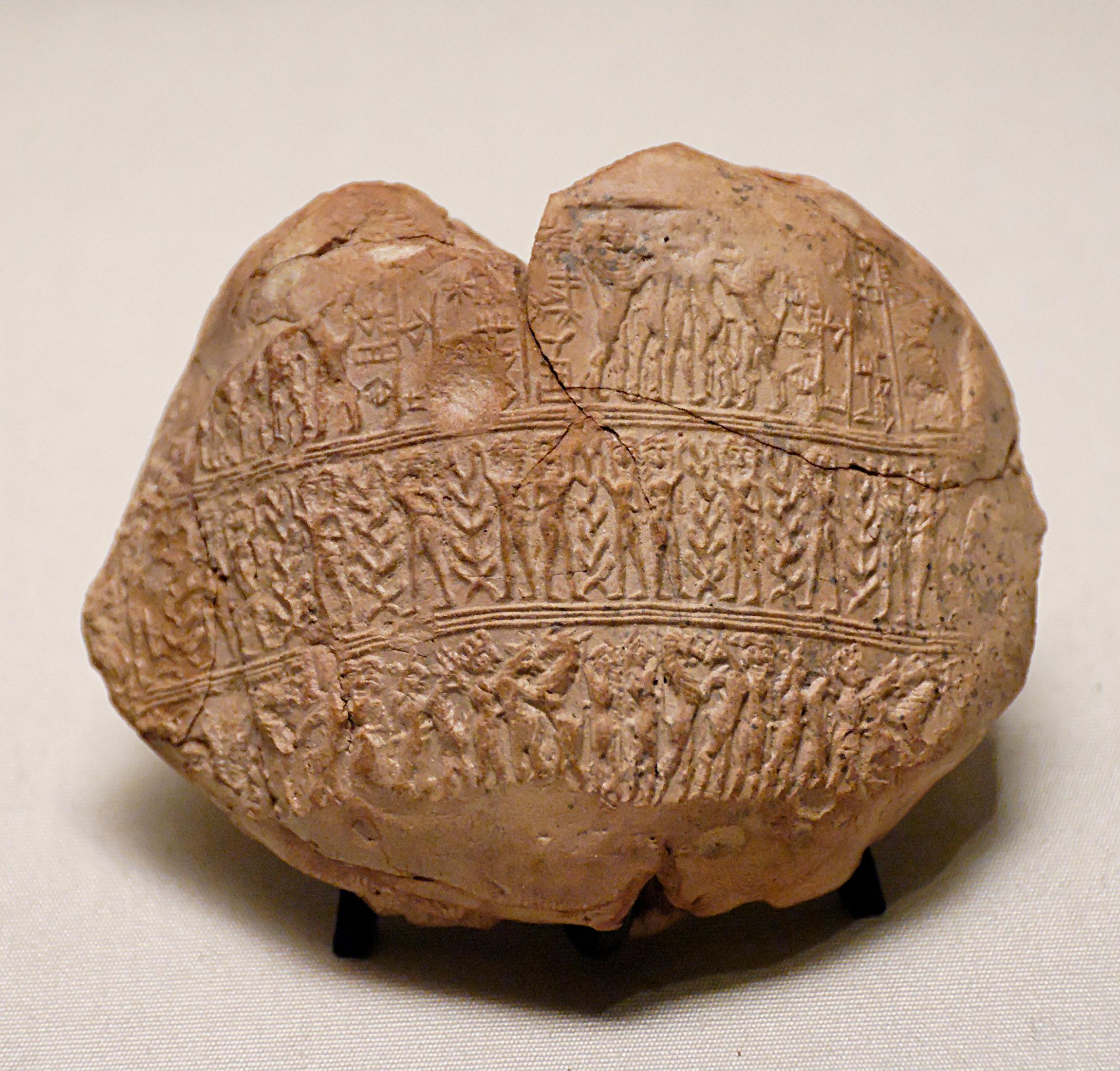
Печатка Барнамтарри, дружини Лугаланда, 2400 до н. е., Лувр
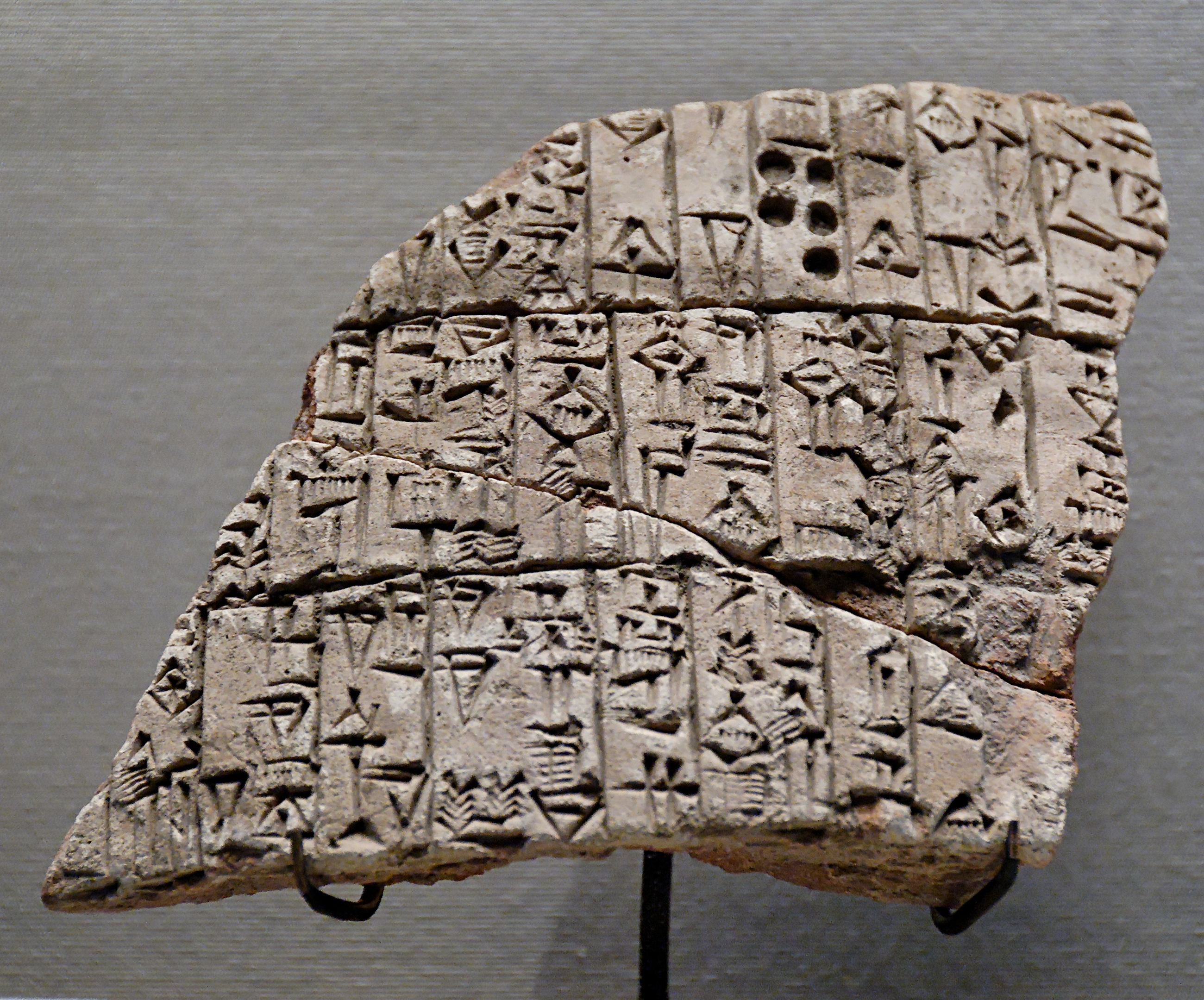
Клинописна табличка часів Урукадіна (або Уруіньгіна), 2350 до н. е., Лувр
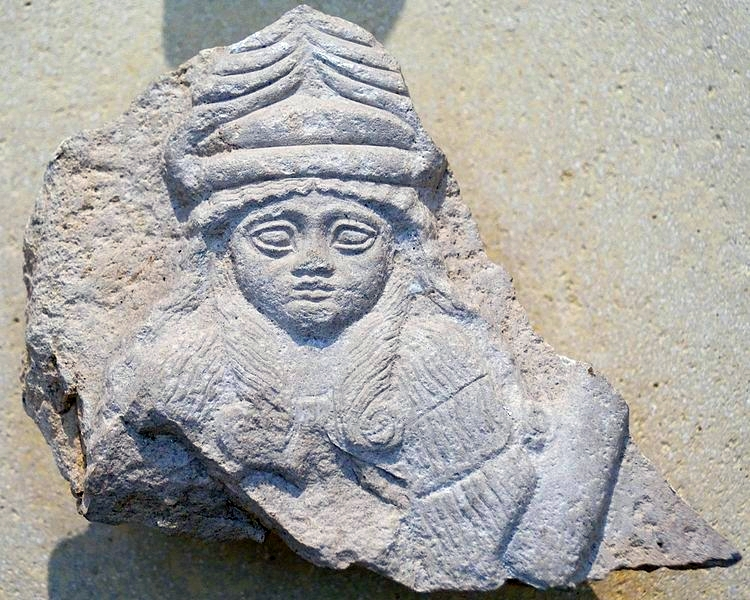
шумерське божество на стелі, 2120 до н. е., з розкопок 1950, Лувр
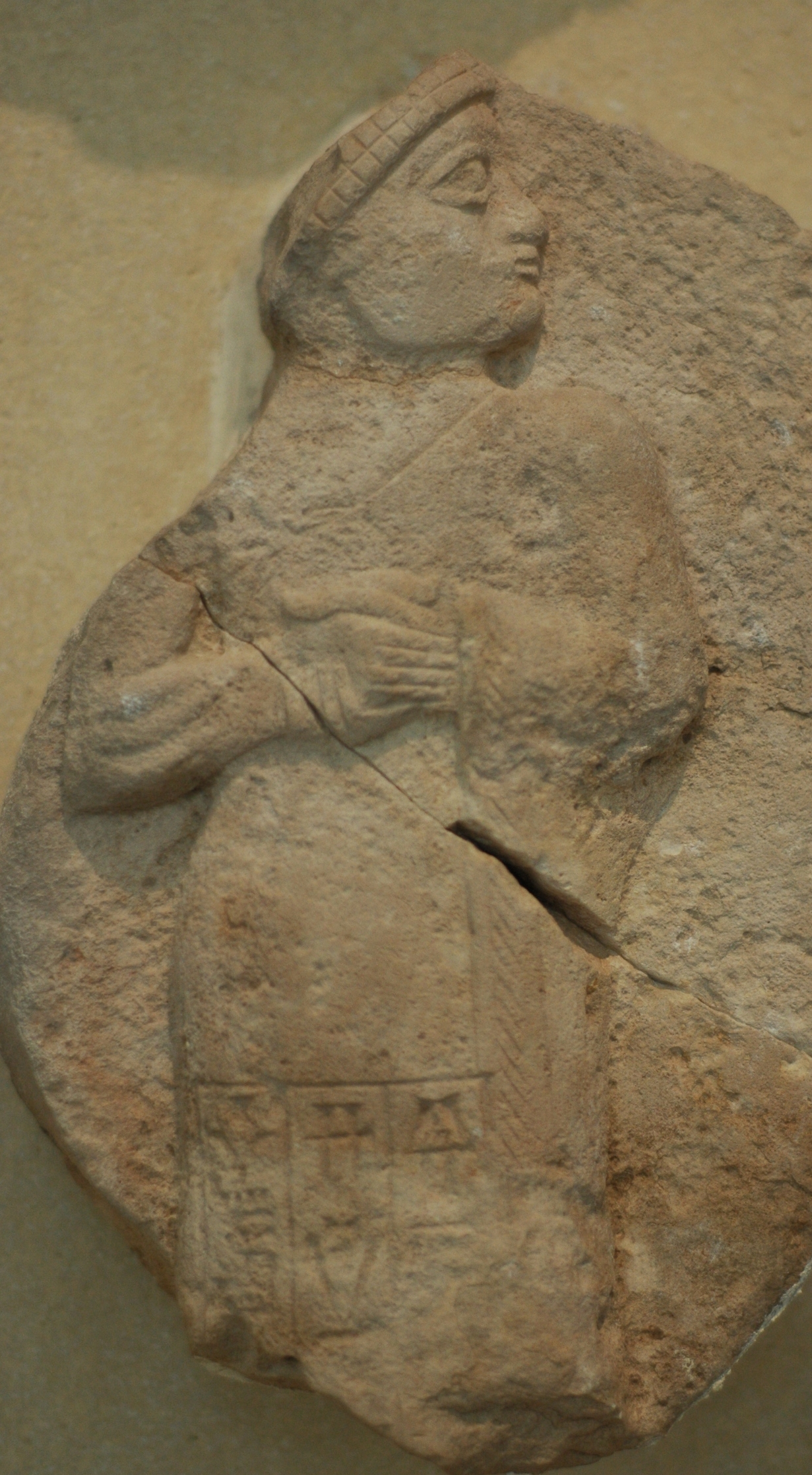
Гудеа статуя на стелі, роки до н. е., Лувр

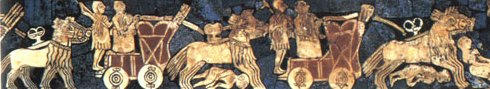
«Мозаїчний штандарт» з Ура (фрагмент), 2600 до н. е. Батальна сцена, Британський музей

## Економіка шумеру
Економіка Шумеру вирізнялася поєднанням аграрного виробництва та централізованої планової організації. Дохідні галузі — зрошуване землеробство, скотарство, ремесла і торгівля — доповнювали одна одну. Завдяки появі писемності шумери створили першу систему економічних обліків і стандартів розміру податків і заробітної плати.
Храми та палаци виконували роль «економічних центрів», володіючи великими земельними угіддями, організовуючи виробництво та торгівлю, а також забезпечуючи розподіл ресурсів. Водночас існувало приватне підприємництво і ринки, що сприяло розвитку ремесел і торгівлі. Праця більшості людей віддавалася у користь зростання надлишку продукції, який розподіляли за чіткими нормативами. Сучасні дослідження і археологічні знахідки, включаючи ділові таблички та зображення побуту, дозволяють детально реконструювати ці сектори шумерської економіки.
Проте між 2400 і 2000 рр. до н.е. поступово ослабла здатність шумерської економіки утримувати високу продуктивність і політичну стабільність. Після цього спадкоємні культури Месопотамії, такі як Аккад і Вавилон, перейняли низку шумерських інституцій, закладів і традицій, але вже за іншого суспільного й економічного ладу.